# Gustav Eklund
Ernst Gustav Eklund, född 3 juli 1883 i Hudiksvall, död 4 maj 1932 i Halmstad, var en svensk läkare.
Eklund, som var son till lagerchefen Adolf Eklund och Anna Estrin, studerade vid Hudiksvalls högre allmänna läroverk, blev student vid Uppsala universitet 1902, avlade mediko-filosofisk examen 1904, blev medicine kandidat 1909 och medicine licentiat vid Karolinska Institutet 1914. Han blev stipendiat i Fältläkarkårens reserv 1912, bataljonsläkare vid Kronobergs regemente 1915 och var regementsläkare vid Hallands regemente sedan 1918.
Eklund innehade kortare förordnanden som lasarettsunderläkare i Jönköping, lasarettsläkare i Mora, provinsialläkare i Vetlanda och Vimmerby distrikt 1911–1915, var badläkare vid Grännaforsa brunn somrarna 1915–1918, extra läkare vid Växjö hospital tillsammans fyra månader 1916 och 1917 och innehade upprepade förordnanden som stadsläkare i Växjö stad 1916–1918. Han var skolläkare vid Halmstads folkskolor sedan 1918 och läkare vid Telegrafverket där sedan 1923. Han var ledamot av folkskolestyrelsen och barnavårdsnämnden i Halmstads stad sedan 1918 och av sociala nämnden 1924.